# Anthurium cataniapoense
Anthurium cataniapoense är en kallaväxtart som beskrevs av Thomas Bernard Croat. Anthurium cataniapoense ingår i släktet Anthurium och familjen kallaväxter. Inga underarter finns listade.